# Baileyoxylon

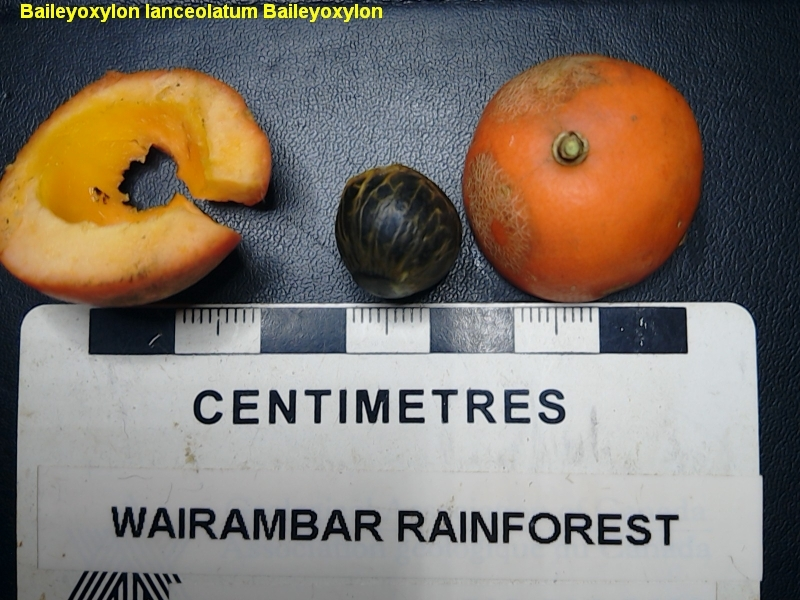
Fruto e semente de Baileyoxylon lanceolatum

Baileyoxylon é um género botânico pertencente à família Achariaceae, composto por uma única espécie.

## Espécie
- Baileyoxylon lanceolatum C.T.White